# Nemotelus obscuripes
Nemotelus obscuripes är en tvåvingeart som beskrevs av Friedrich Hermann Loew 1871. Nemotelus obscuripes ingår i släktet Nemotelus och familjen vapenflugor. Inga underarter finns listade i Catalogue of Life.